# Conus betulinus
Conus betulinus е вид охлюв от семейство Conidae. Видът не е застрашен от изчезване.

## Разпространение и местообитание
Разпространен е в Австралия (Куинсланд и Северна територия), Бангладеш, Британска индоокеанска територия, Бруней, Виетнам, Източен Тимор, Индия, Индонезия, Камбоджа, Кения, Китай (Гуандун, Джъдзян, Дзянсу и Фудзиен), Кокосови острови, Коморски острови, Мавриций, Мадагаскар, Майот, Макао, Малайзия, Малдиви, Мианмар, Мозамбик, Нова Каледония, Оман, Остров Рождество, Палау, Папуа Нова Гвинея, Параселски острови, Провинции в КНР, Реюнион, Северна Корея, Сейшели, Сингапур, Соломонови острови, Сомалия, Острови Спратли, Тайван, Тайланд, Танзания, Филипини, Хонконг, Шри Ланка, Южна Корея и Япония (Кюшу и Шикоку).
Обитава пясъчните дъна на морета, заливи и рифове.